# Pieter Serry
Pieter Serry (Aalter, 21 novembre 1988) è un ciclista su strada belga che corre per la Soudal Quick-Step. È professionista dal 2011.

## Palmarès
- 2010 (Jong Vlaanderen-Bauknecht, due vittorie)

Halle-Buizingen
Provinciale Kampioenschap Oost-Vlaanderen, Prova in linea Under-23 (Schoonaarde)

### Altri successi
- 2009 (Under-23)

Critérium Chaumont-Gistoux
Criterium Oudenburg
- 2010 (Jong Vlaanderen-Bauknecht)

Classifica scalatori Le Triptyque des Monts et Châteaux
Classifica scalatori Cinturó de l'Empordà
- 2011 (Topsport Vlaanderen-Mercator)

Classifica scalatori Giro di Baviera
- 2012 (Topsport Vlaanderen-Mercator)

Classifica giovani Giro del Belgio
- 2015 (Etixx-Quick Step)

1ª tappa Czech Cycling Tour (Uničov, cronosquadre)
- 2020 (Deceuninck-Quick Step)

1ª tappa, 2ª semitappa Settimana Internazionale di Coppi e Bartali (Gatteo a Mare > Gatteo, cronosquadre)
- 2023 (Soudal - Quick Step)

2ª tappa UAE Tour (Khalifa port, cronosquadre)

## Piazzamenti

### Grandi Giri
- Giro d'Italia

2014: 74º
2015: ritirato (2ª tappa)
2016: 70º
2017: 105º
2019: 38º
2020: 28º
2021: 56º
2022: 148º
2023: 60º
2024: 78º
- Vuelta a España

2013: 50º
2014: non partito (20ª tappa)
2015: 62º
2016: 112º
2018: 88º
2022: non partito (9ª tappa)
2023: 96º

### Classiche monumento
- Liegi-Bastogne-Liegi

2011: ritirato
2012: 30º
2013: 56º
2014: 46º
2016: 39º
2018: 40º
2019: 91º
2021: 138º
2022: 98º
2023: 85º
2024: 56º
2025: ritirato
- Giro di Lombardia

2013: 7º
2014: 35º
2016: ritirato
2017: 87º
2018: 24º
2020: ritirato
2021: ritirato
2024: ritirato

### Competizioni mondiali
- Campionati del mondo

Ponferrada 2014 - Cronosquadre: 3º
Ponferrada 2014 - Cronometro Elite: 31º
Imola 2020 - In linea Elite: ritirato
Wollongong 2022 - Staffetta mista: 8º
Wollongong 2022 - In linea Elite: ritirato